# District de Luyuan
Le district de Luyuan (绿园区 ; pinyin : Lǜyuán Qū) est une subdivision administrative de la province du Jilin en Chine. Il est placé sous la juridiction de la ville sous-provinciale de Changchun. Le district s'étend sur 301 km² et compte 570 000 habitants (2004). Il couvre la partie ouest de la ville et de la banlieue de Changchun.